# Segler-Zeitung
Die Segler-Zeitung war ein monatlich erscheinendes Segelmagazin, das zuletzt in der Ebner Media Group (EMG) erschien. Weitere Wassersportmagazine in der Boating Unit der EMG sind segeln, MotorBoot (ehemals WasserSport) SportSchipper und Wassersport Wirtschaft. Hauptzielgruppe der Segler-Zeitung waren sportlich interessierte Fahrten- und Regattasegler sowie Mitglieder deutscher Segelvereine und -verbände. Die Redaktion hatte ihren Sitz in Hamburg.
Gegründet wurde die Seglerzeitung durch den Lübecker Verleger Horst Schlichting in Zusammenarbeit mit dem Segler-Verband Schleswig-Holstein in Form als Verbandsmitteilungsblatt.
Mit der Ausgabe 1/2024 im Dezember 2023 wurde das Magazin aus wirtschaftlichen Gründen eingestellt.

## Themenschwerpunkte
Die Segler-Zeitung war inhaltlich dreigeteilt:
Der vordere Teil des Magazins läuft unter der Rubrizierung „Branche & Aktuelles“. Hierunter fallen Firmen- und Produktmeldungen, Personalien, Nachrichten zu Messen und Bootsausstellungen wie der boot Düsseldorf, Bootstests und verschiedene Themen rund um Seemannschaft und Technik.
Der zweite große Teil der Segler-Zeitung sind Nachrichten, Berichte und Termine aus den deutschen Landesseglerverbänden, in dem auch über die Ergebnisse von Verbands- und Vereinsregatten informiert wird. Die Segler-Zeitung ist das offizielle Mitteilungsblatt aller deutschen Landesseglerverbände und Partner des Deutschen Segler-Verbands.
Den dritten großen Teil des Magazins machen Berichte und Meldungen aus, die unter der Gesamtüberschrift „Regatta“ stehen. Wichtige Themen sind hier unter anderem die Förderung des Nachwuchssegelns, was eine eigene Rubrik darstellt. Die 2010 eingeführte Rubrik Klassenraum enthält Meldungen der einzelnen Segelbootklassen.
An Regattasegler wenden sich außerdem weitere Seiten mit Berichten von nationalen und internationalen Wettfahrten und weiteren Hintergrundinformationen zum Thema. Wichtige internationale Regatten wie America’s Cup, Vendée Globe, The Ocean Race oder die Olympischen Spiele werden mit tief gehenden Analysen begleitet.
Die Segler-Zeitung war Medienpartner mehrerer großer deutscher Regatten. Dazu zählten Kieler Woche, Warnemünder Woche, Travemünder Woche, Nordseewoche und das Match Race Germany.
Die Segler-Zeitung beinhaltete einen Anzeigenmarkt für gebrauchte Boote und Ausrüstung unter dem Namen Boots Börse.